# Třída Evarts
Třída Evarts (jinak též třída GMT) byla třída eskortních torpédoborců amerického námořnictva z období druhé světové války. Postaveno jich bylo celkem 97 kusů.

## Pozadí vzniku
Americké loděnice postavily celkem 97 eskortních torpédoborců této třídy. Z nich 65 provozovalo americké námořnictvo a bylo 32 předáno Royal Navy. Britové je, společně se 46 eskortními torpédoborci třídy Buckley, označovaly jako třídu Captain.

## Konstrukce
Fregaty nesly tři 76mm kanóny v jednohlavňové lafetaci, které doplnily čtyři 40mm kanóny Bofors a devět 20mm kanónů Oerlikon. K napadání ponorek sloužil jeden salvový vrhač hlubinných pum Hedgehog, dále osm a dvě skluzavky pro svrhávání hlubinných pum. Pohonný systém tvořily dva diesely General Electric 16-278A. Lodní šrouby byly dva. Nejvyšší rychlost dosahovala 19,5 uzlu.